# Czymchowa
Czymchowa (słow. Čimhová) – wieś i gmina (obec) w powiecie Twardoszyn, kraju żylińskim, w północnej Słowacji. Wieś lokowana w roku 1438.